# 白水泉站
白水泉站位于甘肃省山丹县白水泉村，是兰新铁路的一座火车站，等级为五等站，距兰州站458公里，距乌鲁木齐站1434公里，本站及相邻上下行区间均为电气化区段。本站不办理客货运业务。邮政编码为734101。